# 5. travnja
5. travnja (5. 4.) 95. je dan godine po gregorijanskom kalendaru (96. u prijestupnoj godini).
Do kraja godine ima još 270 dana.

## Događaji
- 1921. – Ugušena Proštinska buna.
- 1936. – Tupelo-Gainesville Outbreak: F5 tornado pogodio je Tupelo, Mississippi, ubivši pritom 233 ljudi.
- 1942. – Drugi svjetski rat: Japan napao Šri Lanku.
- 1945. – Josip Broz Tito, jugoslavenski vođa, potpisao je sporazum s SSSR-om u kojem se dopušta "privremeni ulazak sovjetskih trupa na teritorij Jugoslavije".
- 1955. – Britanski premijer Winston Churchill dao je ostavku.
- 1969. – Vijetnamski rat: velike proturatne demonstracije u New Yorku, San Franciscu, Los Angelesu, Washington DC-u i drugim gradovima diljem SAD-a.
- 1991. – Srpska tajna služba osnovala je prvi srpski teroristički centar za uvježbavanje u selu Golubiću kod Knina (Operacija Proboj-1).
- 1992.  - Rat u Bosni i Hercegovini: početak opsade Sarajeva. Suada Dilberović i Olga Sučić, prve žrtve rata, ubijene hicima srpskih snajperista dok su sudjelovale u antiratnim demonstracijama.
- 1998. –  Za promet je otvoren Most Akashi Kaikyo, drugi najduži viseći most.

| - 1588. – Thomas Hobbes, engleski filozof († 1679.) - 1866. – Šandor Aleksander, hrvatski industrijalac, političar, filantrop († 1929.) - 1814. – Josip Pančić, hrvatski i srpski botaničar i profesor prirodnih znanosti († 1888.) - 1871. – Mirko Seljan, hrvatski istraživač († 1913.) - 1900. – Spencer Tracy, američki filmski gluamc († 1967.) - 1908. – Bette Davis, američka glumica († 1989.) - 1916. – Gregory Peck, američki filmski glumac († 2003.) - 1937. – Colin Powell, američki političar († 2021.) - 1974. – Sandra Bagarić, hrvatska operna pjevačica, televizijska i filmska glumica - 1988. – Pape Sy, francuski košarkaš - 1997. – Rino Burić, hrvatski vaterpolist | - 528. pr. Kr. – Anaksimen, starogrčki filozof (* 588. pr. Kr.) - 1419. – Vinko Fererski, španjolski svetac (* 1350.) - 1913. – Erazmo Barčić, hrvatski političar i pravnik († 1830.) - 1940. – Frederick Albert Cook, američki zemljopisni istraživač i pisac (* 1865.) - 1967. – Hermann Joseph Muller, američki genetičar i nobelovac (* 1890.) - 1994. – Kurt Cobain, američki pjevač (Nirvana) (* 1967.) - 1999. – Ivan Hetrich, hrvatski filmski, kazališni i televizijski redatelj (* 1921.) - 2005. – Saul Bellow, američki književnik (* 1915.) - 2007. – Mark St. John, američki glazbenik |